# Балейка
Балейка — река в России, протекает в Новосергиевском районе Оренбургской области. Левый приток реки Большой Уран.
Река начинается приблизительно в 10 км к северу от села Хуторка, в возвышенной местности. Впадает в Большой Уран в 76 км от устья. К востоку от места впадения находится село, также именуемое Балейка.
Длина реки составляет 12 км, площадь водосборного бассейна — 86,4 км².

## Данные водного реестра
По данным государственного водного реестра России относится к Нижневолжскому бассейновому округу, водохозяйственный участок реки — Самара от истока до Сорочинского гидроузла. Речной бассейн реки — Волга от верховий Куйбышевского водохранилища до впадения в Каспий.
Код объекта в государственном водном реестре — 11010000912112100006420.